# بكين أولمبيان
بكين أولمبيان (بالصينية: 北京奥神) كان فريق كرة سلة صيني للمحترفين تأسس في سنة 1999. نافس في الرابطة الصينية لكرة السلة. تم حل الفريق في سنة 2013.

## أبرز اللاعبين
من أبرز اللاعبين الذين لعبوا معه:
- كانيل ديكنز
- كيفن سالفادوري
- ليرون أليس
- بول شيرلي
- روي تاربلي
- سون يو